# Аскизская инородная управа
Аскизская инородная управа Минусинского округа Енисейской губернии — орган самоуправления сагайцев.
В состав управы вошло коренное население «административных родов»:
- Сагайского I половины,
- Сагайского II половины,
- Бельтырского,
- Ближне-Каргинского,
- Дальне-Каргинского,
- Казановского,
- Кивинского,
- Изушерского,
- Койбальского,
- Кизильского.

Учреждена вместо упразднённой Степной думы соединенных разнородных племён (1893).
Являлась общественным и присутственным местом кочевых инородцев и находилась в Аскизе.